# Beşiktaş

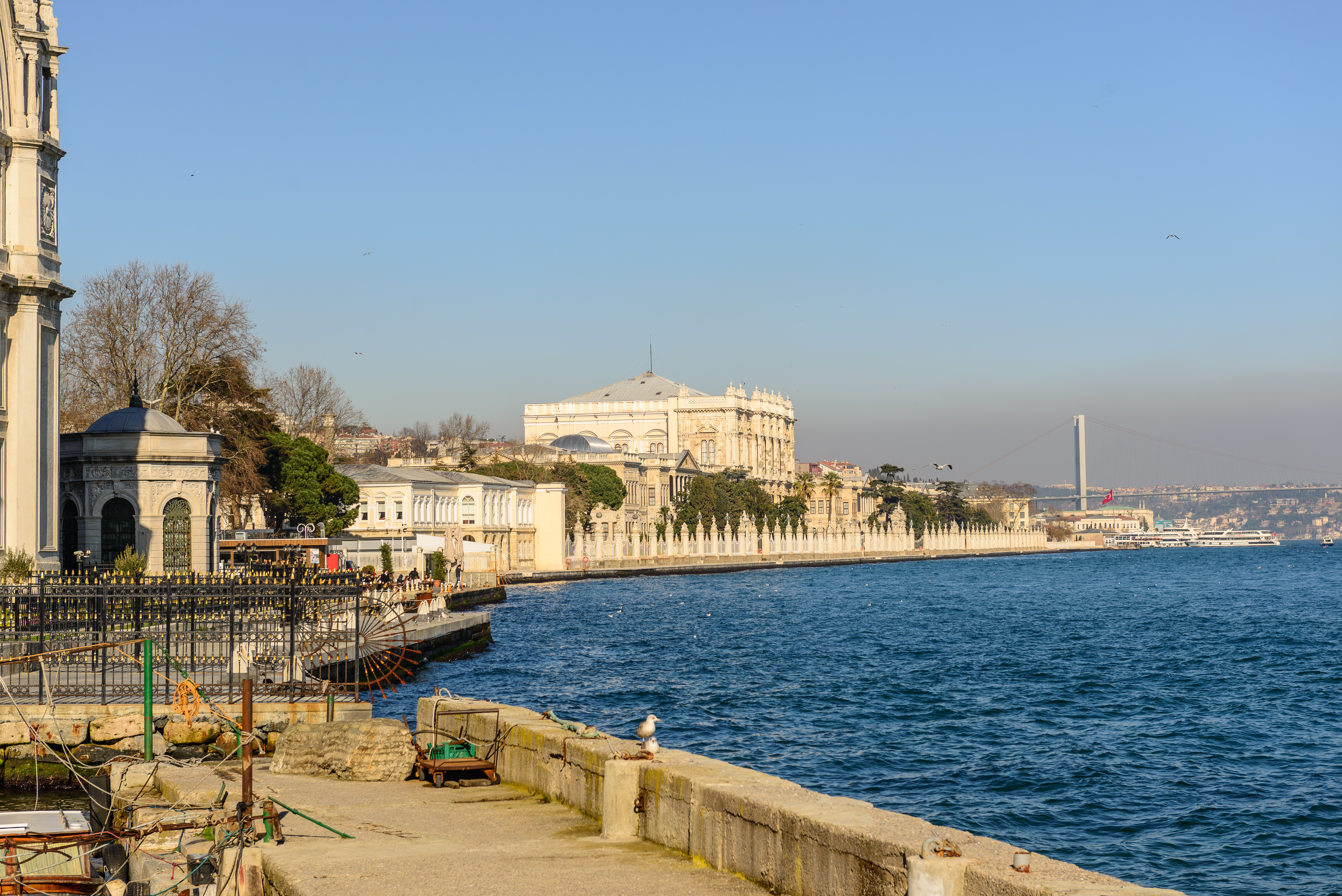
Beşiktaş strandlinje mot Bosporen med Dolmabahçepalatset.

Beşiktaş är ett distrikt i provinsen och storstadskommunen Istanbul i Turkiet, på den europeiska sidan av Bosporen, från Dolmabahçepalatset norrut till Bebek. Folkmängden uppgick till 185 054 invånare i slutet av 2009.